# Anopheles alongensis
Anopheles alongensis är en tvåvingeart som beskrevs av Willem George Venhuis 1940. Anopheles alongensis ingår i släktet Anopheles och familjen stickmyggor. Inga underarter finns listade i Catalogue of Life.